# NGC 1217
NGC 1217 je galaksija u zviježđu Kemijska peć.

## Vanjske poveznice
- SEDS: NGC 1217